# Rathaus Tangermünde

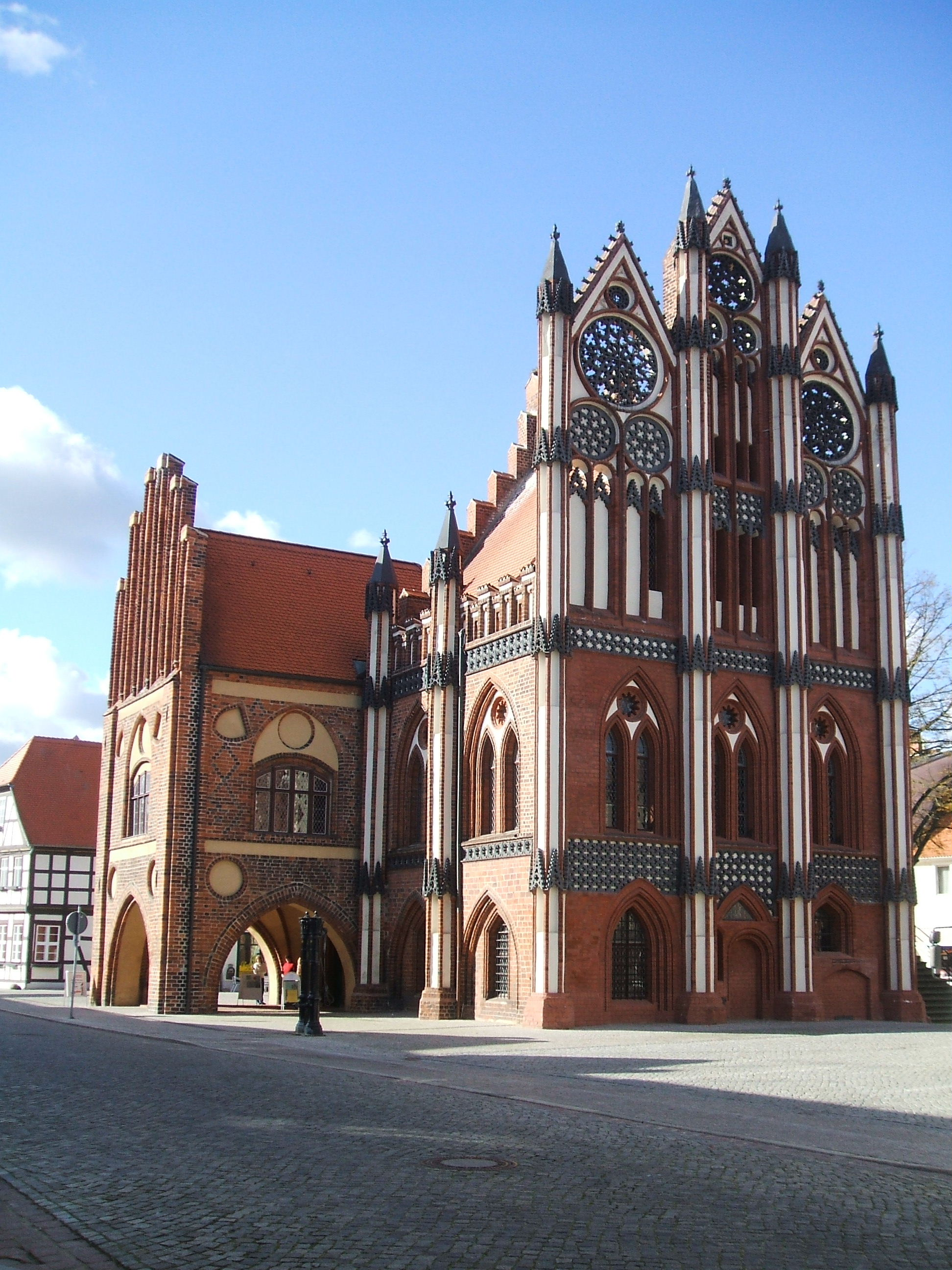
Altes Rathaus von Tangermünde

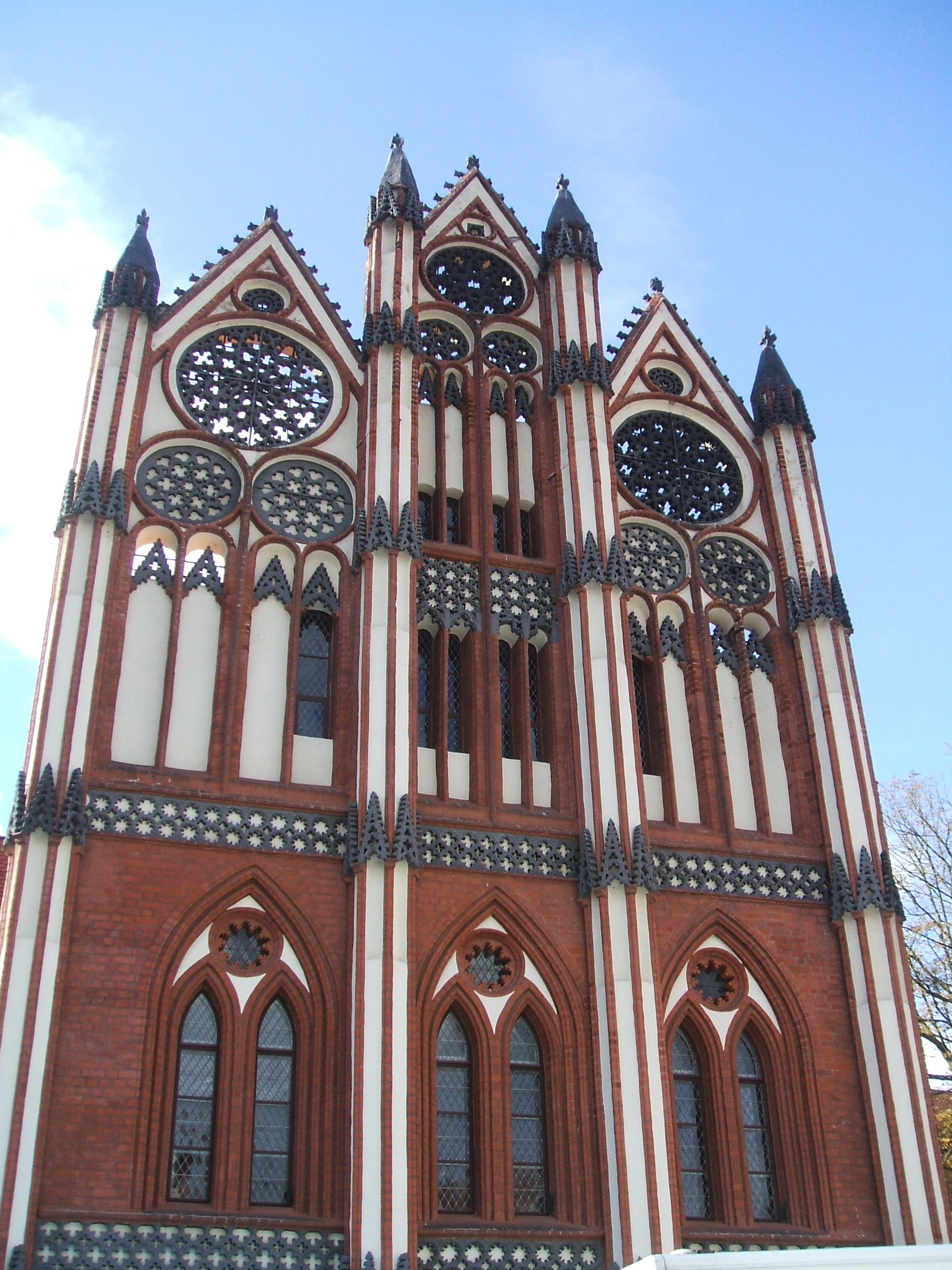
Hauptfassade

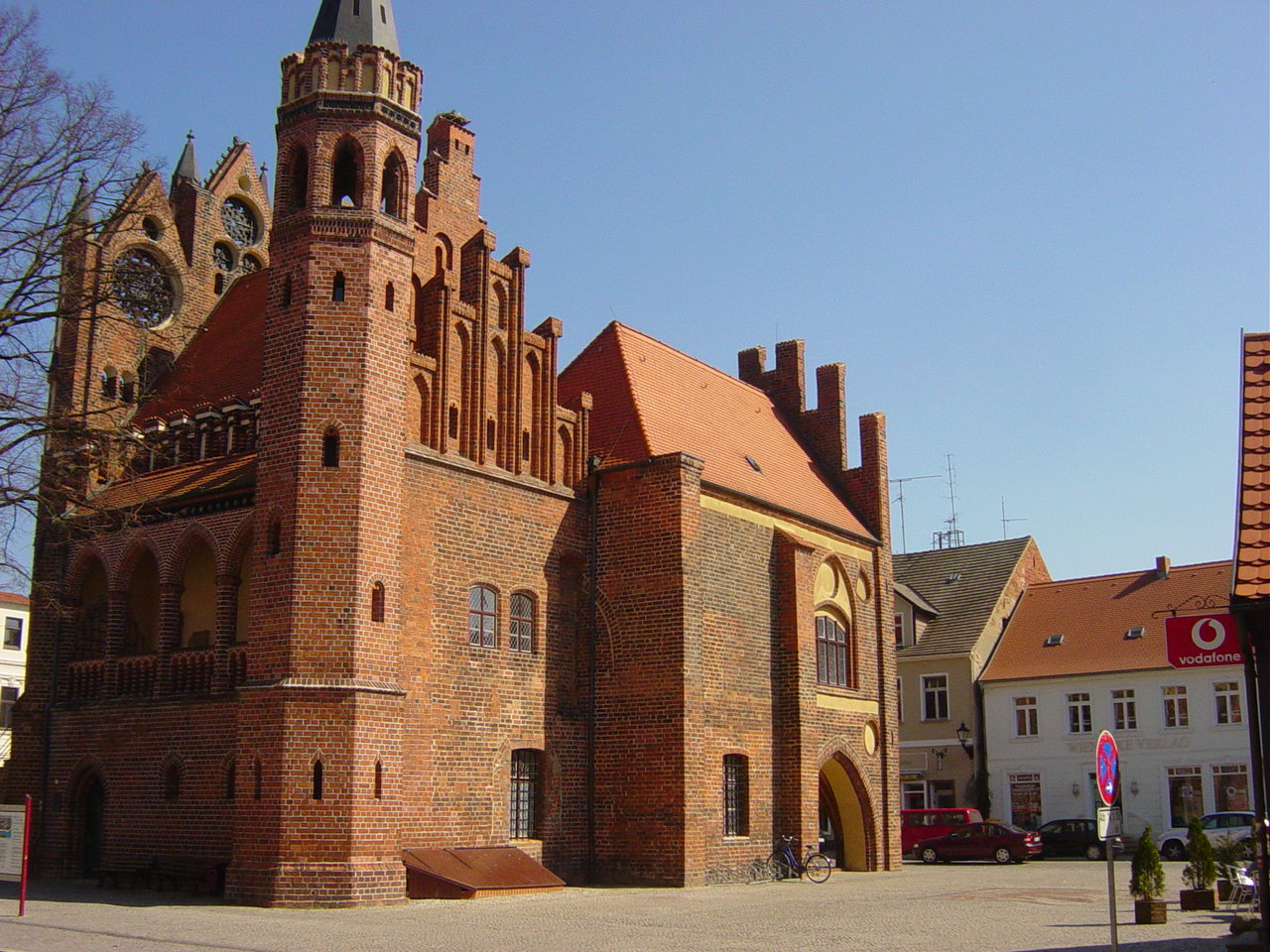
Rückansicht mit Treppenturm

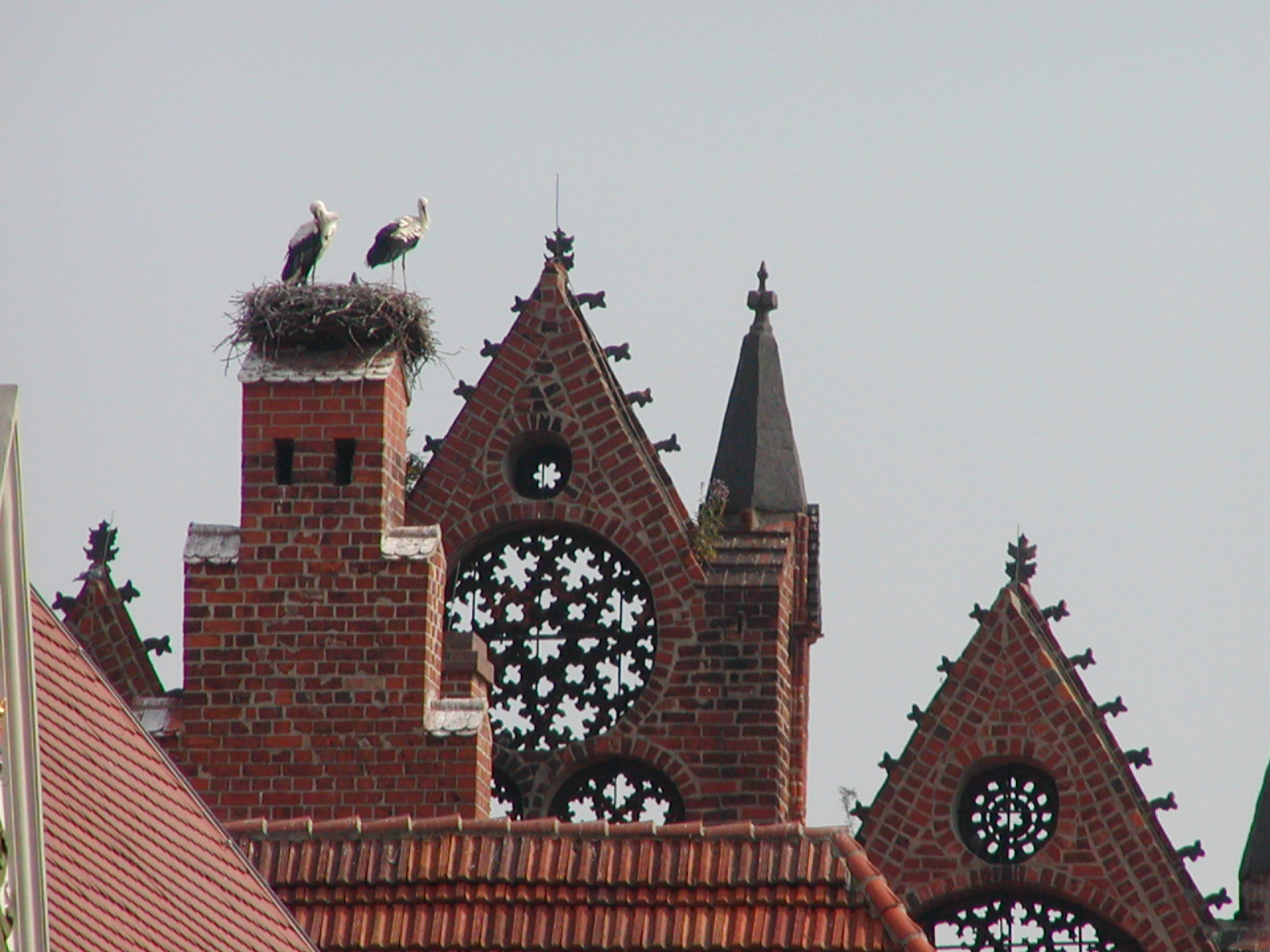
Storchennest

Das Rathaus Tangermünde ist das im Mittelalter entstandene historische Rathaus der Stadt Tangermünde. Es wird zu den architektonisch wertvollsten Profanbauwerken der Backsteingotik in Norddeutschland gezählt. Im Erdgeschoss und in den Kellerräumen befindet sich heute das Tangermünder Museum zur Stadtgeschichte.
Regelmäßig nisten Weißstörche auf dem Rathaus.

## Geschichte
Ältester Teil des Gebäudes ist der Ostflügel, der 1430 wahrscheinlich von dem zu dieser Zeit in der Mark Brandenburg und in Pommern wirkenden Baumeister Hinrich Brunsberg errichtet wurde. Bemerkenswert ist die 24 Meter hohe aus Backstein gemauerte Schauwand. Hinter ihr befindet sich der prächtige Rathausfestsaal. 1480 folgte der Bau der Gerichtslaube und der darüber befindlichen Ratsstube, die heute als Trauzimmer genutzt wird. Das Bauwerk war einst eine Erweiterung des eigentlichen Rathauses des 14. Jahrhunderts, das vermutlich in Fachwerk ausgeführt war und 1617 abbrannte. Von diesem Bauwerk sind an der Langen Straße gewölbte Kellerräume des 14./15. Jahrhunderts erhalten geblieben. 
Das Brunsberg-Bauwerk enthält nur zwei Räume und keine eigene Treppe, erst 1618 wurde eine hölzerne Außentreppe angelegt, die 1846 durch eine nach Plänen von Friedrich August Stüler erbaute Treppe mit Laubengang ersetzt wurde. Über diese Treppe sind heute der Rathausfestsaal und die Ratsstube zu erreichen. Die Fenster im Erdgeschoss wurden zum Teil schon im 16. Jahrhundert verändert, die Maßwerkfüllungen der Fenster im Obergeschoss 1846 im Rahmen der Gesamtrestaurierung ersetzt, wobei die Fronten stark ergänzt wurden. Die letzte Restaurierung erfolgte 1928.

## Architektur
Den architektonischen Hauptakzent bildet die prachtvolle Fassade des Ostflügels, der durch polygonale Strebepfeiler mit wimpergbekrönten Nischen in drei Achsen mit schmalerem Mittelteil untergliedert wird. Die Teilung in Geschosse ist durch breite Schmuckfriese aus glasierten Formsteinen bereichert. Die Öffnungen der seitlichen Achsen sind an die mittleren Strebepfeiler herangerückt, wodurch die Vertikaltendenz des höheren Mittelteils gesteigert wird. Der dreiteilige Ziergiebel ist durch die prachtvollen, freistehenden Maßwerkrosetten geprägt, von denen jeweils zwei kleinere eine größere tragen. Die zweiachsige Südseite des Ostflügels hat eine der Hauptfassade ähnliche Gliederung, der Zinnenkranz stammt von 1846.
Im Innern des Ostflügels sind im Erd- und Obergeschoss je ein rechteckiger Saal mit Mittelpfeiler und Sterngewölbe zu finden. Im Unterschied zu gewöhnlichen Einstützenräumen ergibt sich dadurch ein fächerartiges Rippengewölbe, das zwischen einer kürzeren zweiachsigen und einer längeren dreiachsigen Wand vermittelt. Im Obergeschoss entsteht aus 20 der Mittelstütze entspringenden Rippen ein zehnstrahliger Stern, dem aus den Ecken des Raumes vierstrahlige Sterne entgegenwachsen. Die Rippen werden von Wandvorlagen zwischen den Fenstern oder Nischen aufgefangen.
Der untere Saal ist dem oberen ähnlich, sein Rippengewölbe entsteht jedoch aus einem sechsstrahligen Stern. Der Raum war ursprünglich in den Boden eingetieft und dadurch viel höher, mit der Basis des Mittelpfeilers auf dem Fußbodenniveau des heutigen Kellers. Im 16. Jahrhundert wurde der Fußboden höher gelegt und gleichzeitig der Kamin in der Westwand angelegt.
Der erheblich schlichtere Südflügel ist im vorspringenden Teil des Erdgeschosses als Laube an drei Seiten des Erdgeschosses durch je eine spitzbogige Arkade geöffnet. Im Obergeschoss sind segmentbogige Fenster in Spitzbogenblenden angeordnet, die Wand ist durch Kreis- und Wappenblenden gegliedert. Der Staffelgiebel ist ähnlich wie im Chor der Stephanskirche mit gedrehten Taustäben gegliedert, der Giebel des Winkelbaus entstand 1846. Die Laube und der Innenraum des Erdgeschosses sind mit Kreuzrippengewölben geschlossen. Die Ratsstube im Obergeschoss ist zweijochig mit zwei Sterngewölben abgeschlossen, die auf Maskenköpfen über Taustäben ruhen.